# Phumlani Ntshangase
Phumlani Ntshangase (24 de dezembro de 1994) é um futebolista profissional sul-africano que atua como meia, atualmente defende o Bidvest Wits.

## Carreira
Phumlani Ntshangase fez parte do elenco da Seleção Sul-Africana de Futebol nas Olimpíadas de 2016.